# Беськи (род)
Беськи (пол.  Beśki) — шляхетский род герба «Правдзиц» Королевства Польского и Речи Посполитой, возникшего в начале XVI века, который в основном расселился в Холмской земле.

## История
Первым представителем династии был мазовский шляхтич Янко, переселившийся в начале XVI века из Мазовии  в Холмскую землю и взявший свою фамилию от деревни  Беско. Из них Валентий Бесько принимал участие в  битве при Бычине в 1588 году, его сын Миколай Бесько, поручик гетманского знамени, отличился в войне 1608-1611 годов. 
Беськи владели поместьями в Холмской земле. 

## Представители рода
1. Валентий Бесько –  шляхтич, участник  битвы под Бычиной.
2. Миколай Бесько – поручик гетманского знамения, участник  Русско-польской войны (1609—1618).
3. Михал Бесько – ксёндз  ордена Иезуитов, настоятель римско-католического прихода в городе Гуменне с 1629–1645 гг[2].
4. Адам Бесько – ксёндз  доминиканского ордена, настоятель римско-католического прихода в городе Чадца с 1689–1727 гг[3].
5. Ян Баптист Бесько – ксёндз  доминиканского ордена, настоятель римско-католического прихода в Тренчанска Турна с 1757–1773 гг[4].
6. Базилий Бесько — польский актёр театра и кино.